# Друї (Росія)
Друї (рос. Друи) — присілок в Красногородському районі Псковської області Російської Федерації.
Населення становить 0 осіб. Входить до складу муніципального утворення Красногородська волость .

## Історія
Від 2015 року входить до складу муніципального утворення Красногородська волость .

## Населення
| 2001 | 2002 | 2010 |
| ---- | ---- | ---- |
| 0    | →0   | →0   |